# Lista najwyższych budynków w Hongkongu

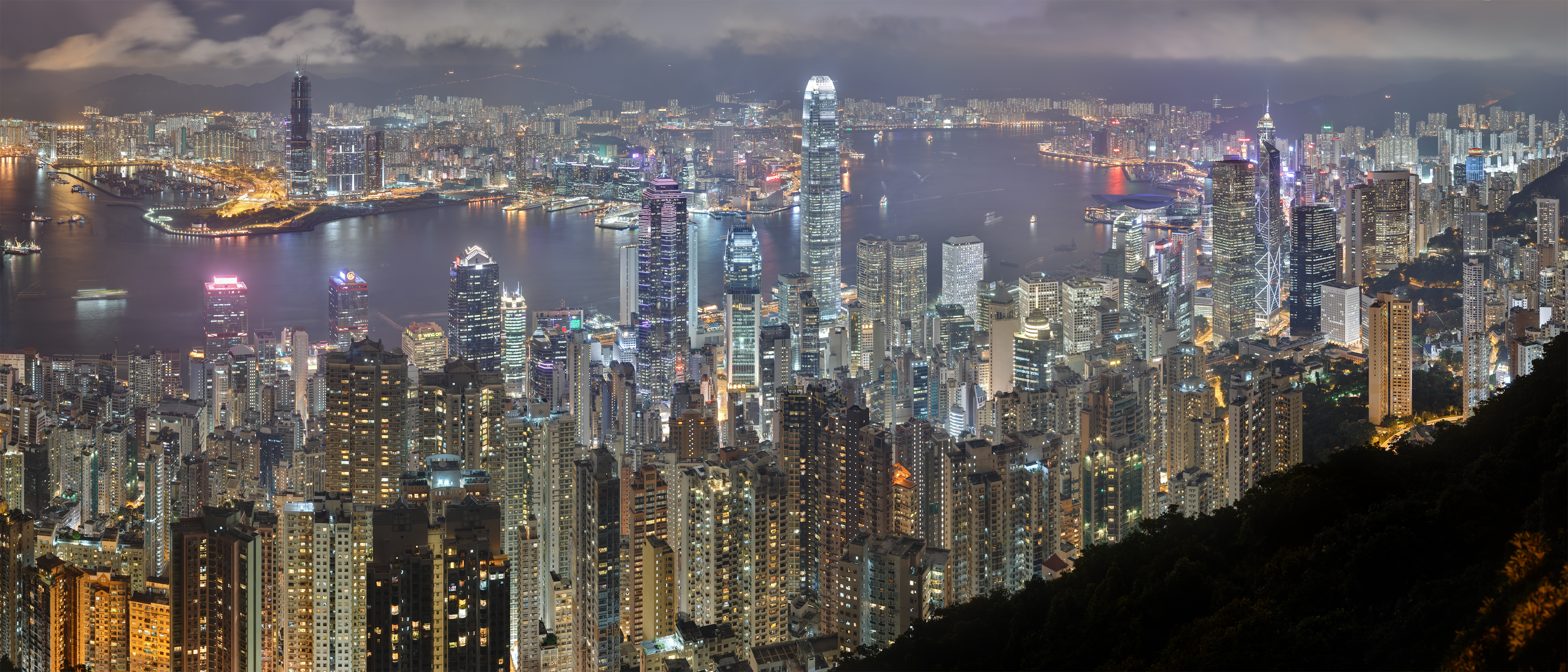
Hongkong widziany ze Wgórza Wiktorii

Lista najwyższych budynków w Hongkongu – lista budynków w Hongkongu, uporządkowana pod względem wysokości.

## Informacja ogólna
Hongkong jest międzynarodowym centrum finansowym, w którym znajduje się ponad 112 budynków powyżej 180 m. Jest na pierwszym miejscu pod względem liczebności wieżowców, z 52 ukończonymi budynkami powyżej 272 m oraz ponad 7 770 wieżowcami w całym mieście. Najwyższym wieżowcem jest 118 piętrowy (484 metrów) International Commerce Centre, który został ukończony w 2010 roku.
Wieżowce są rozproszone po terenie całego terytorium Hongkongu, jednak większość z nich skumulowanych jest na północnym wybrzeżu wyspy oraz w Koulun.
Panorama Hongkongu jest uważana za jedną z najciekawszych na świecie. Każdej nocy większość budynków po obu stronach Portu Wiktorii jest podświetlanych i bierze udział w pokazie świetlnym A Symphony of Lights, który jest wpisany do Księgi Rekordów Guinnessa jako największy stały festiwal świetlny na świecie.

## Historia
Historia wieżowców w Hongkongu zaczęła się w 1935 roku wraz z ukończeniem budynku przedsiębiorstwa The Hongkong and Shanghai Banking Corporation (HSBC). Budynek miał 70 m wysokości i 13 pięter. Po pięciu dekadach został wyburzony i na jego miejscu powstał nowy budynek. Na początku XX wieku wysokość wieżowców była ograniczana, lecz począwszy od 1970 nastąpił ich rozwój. W latach 1980–1993 największego boomu, powstało 22 ze 112 najwyższych budynków w mieście.
W 1998 roku w Hongkongu zaczął się drugi boom budowlany. W latach 2000–2010 w mieście powstało 85 budynków wyższych niż 180 m. W odróżnieniu od trendu w latach 80. i 90. XX wieku, większość budynków w tym czasie była przeznaczona na mieszkania, ze względu na wzrost popytu na luksusowe apartamenty. W dzielnicy Koulun odnotowano duży wzrost liczby wieżowców, wiele z nich także przekracza 200 m, głównie z powodu zamknięcia lotniska Kai Tak, co pozwoliło zwiększyć limit wysokości w tej dzielnicy.

## Znaczące budynki
- International Commerce Centre (skrót ICC) przy Austin Road 1, Koulun Zachodni. Budynek jest własnością i został wybudowany wspólnie przez dwa przedsiębiorstwa: MTR Corporation Limited oraz Sun Hung Kai Properties, jako siódma faza budowy Union Square Development. Wieżowiec ma 484 m wysokości i jest obecnie najwyższym w mieście oraz siódmym najwyższym budynkiem na świecie. W budynku mają swoje biura między innymi takie przedsiębiorstwa jak Credit Suisse, Morgan Stanley, ABN AMRO i Accenture.
- Two International Finance Centre (skrót 2IFC), nad stacją MTR Hong Kong Station, ma 416,8 m wysokości. Wieżowiec został wybudowany w drugiej fazie budowy International Finance Centre. W budynku swoje biura mają m.in.: UBS, Samsung Electronics, Hong Kong Monetary Authority i BNP Paribas.
- Central Plaza przy Harbour Road 18, Wan Chai. Wieżowiec ma 374 m wysokości. Jest znany ze swoich pięknych wnętrz, systemu oświetlenia oraz najwyżej na świecie położonego kościoła, Sky City Church (na 75. piętrze).
- Bank of China Tower (skrót BOC Tower) przy Garden Road 1, w centrum. Zaprojektowany przez laureata Nagrody Pritzkera – I.M. Pei. Wieżowiec ma 307 m wysokości, a wraz z dwoma masztami 360,9 m. Obecnie jest czwartym najwyższym budynkiem w mieście. Wieżowiec był pierwszym budynkiem poza Stanami Zjednoczonymi, który przekroczył granicę 305 metrów.
- HSBC Main Building (znany także jako HSBC Tower) przy Queen's Road Central 1. Budynek został zaprojektowany przez Normana Fostera. Budowa trwała 7 lat i była jedną z najkosztowniejszych na świecie - 5,2 mld HKD.
- Hopewell Centre przy Queen's Road East, Wanchai. Budynek ma 216 m wysokości i znajduje się na terenie centrum biznesowego. Wieżowiec ma cylindryczny kształt, na 62. piętrze znajduje się obrotowa restauracja. Budynek został zaprojektowany przez Gordona Wu, szefa Hopewell Holdings.

## Najwyższe budynki
Lista zawiera budynki zlokalizowane w Hongkongu i mające co najmniej 180 m (Stan na rok 2011). Wliczone są tutaj także maszty i detale architektoniczne, ale nie są wliczane maszty radiowe. Znak równości wskazuje na tę samą wysokość pomiędzy dwoma lub większej ilości budynków.

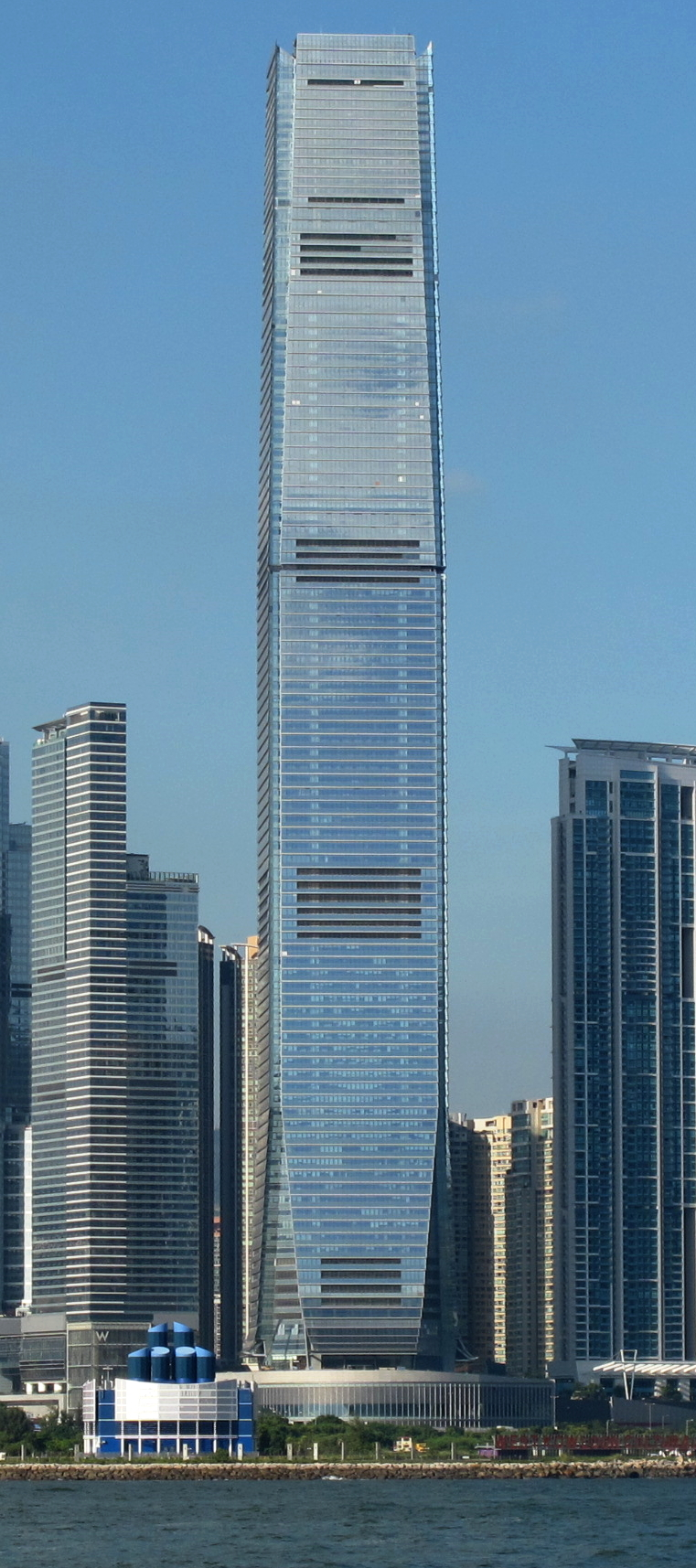
International Commerce Centre jest najwyższym budynkiem w Hongkongu

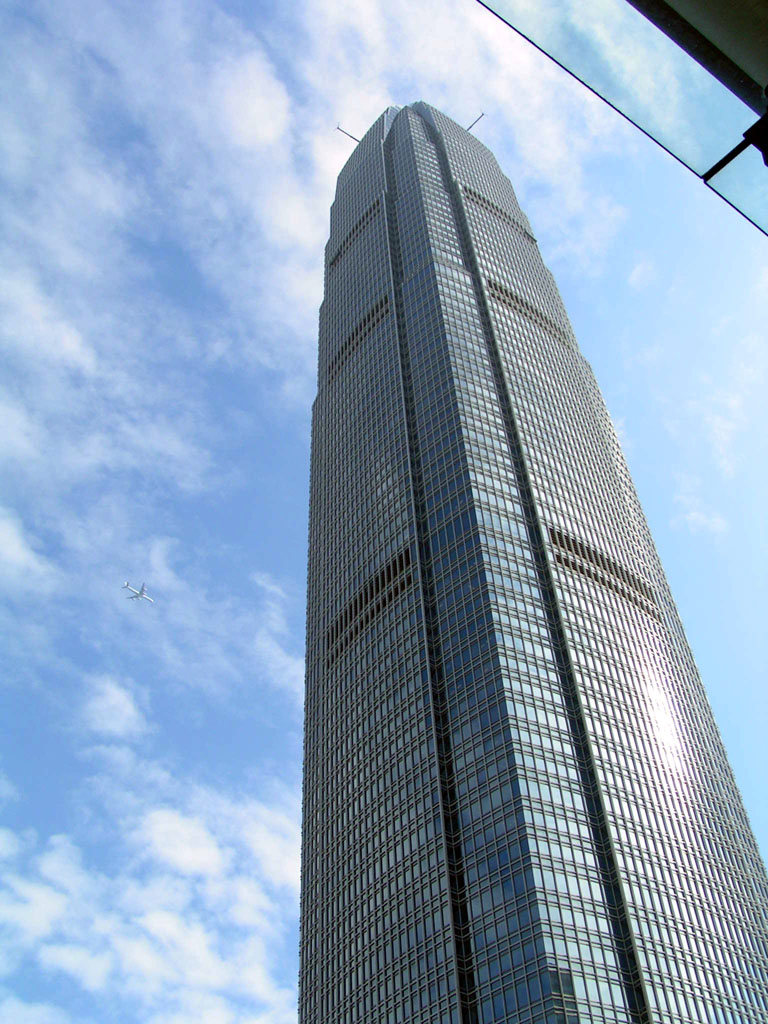
Two International Finance Centre jest obecnie drugim najwyższym budynkiem w mieście

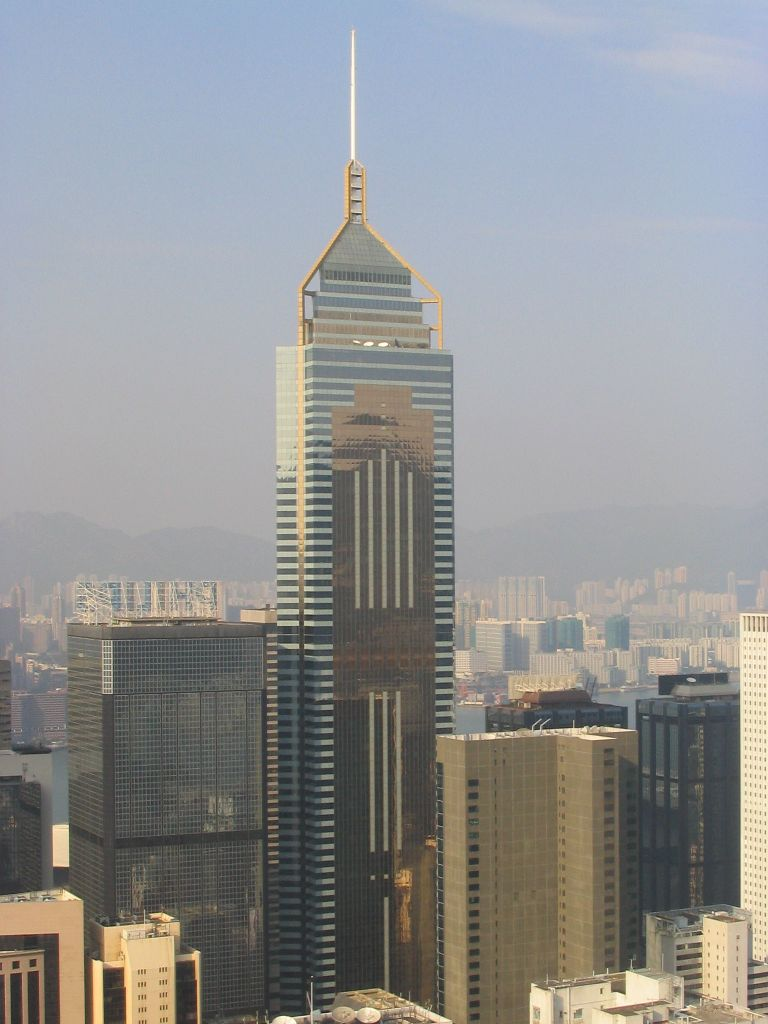
Central Plaza jest trzecim najwyższym budynkiem w Hongkongu

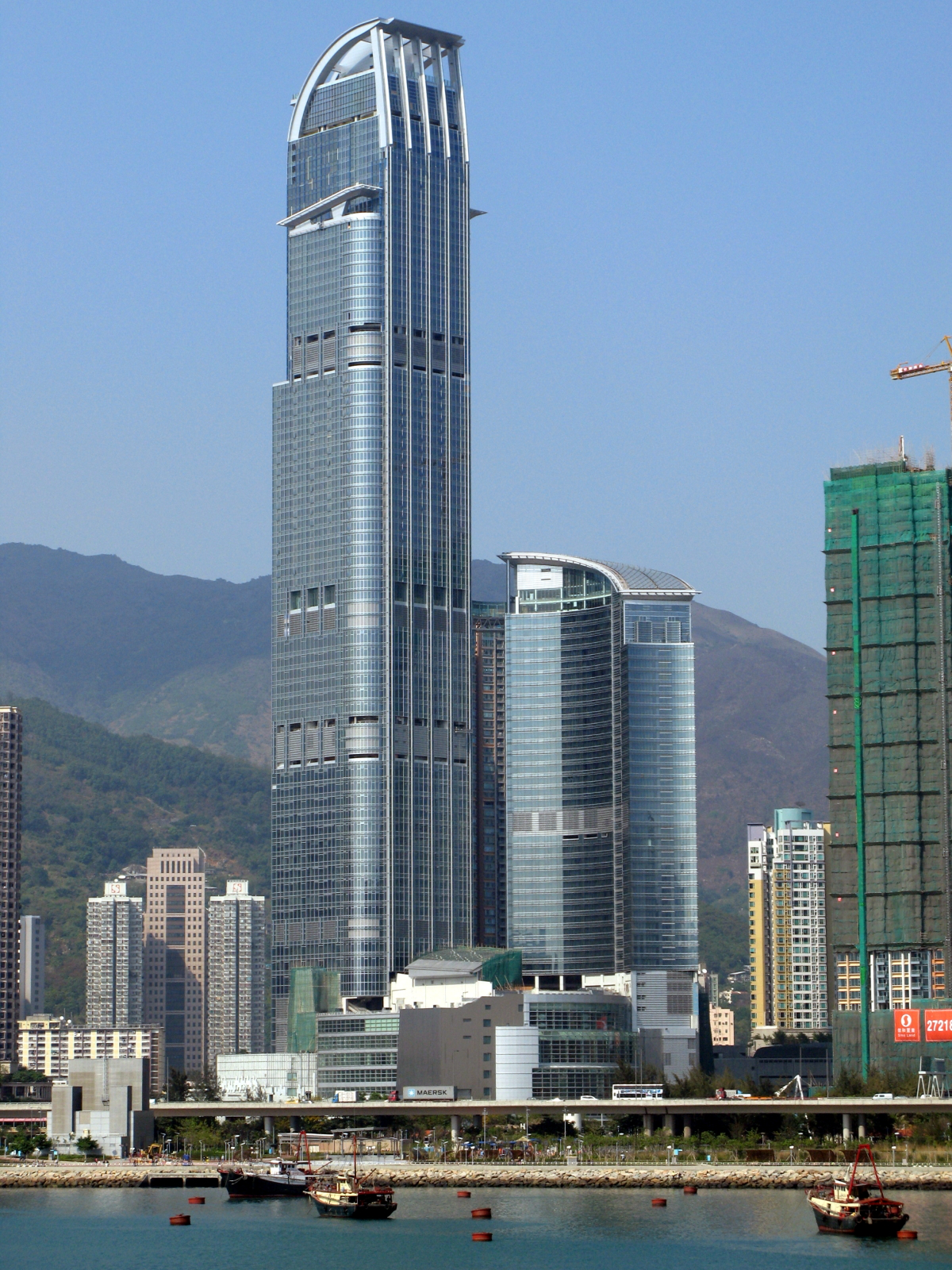
Nina Tower to szósty najwyższy budynek w mieście

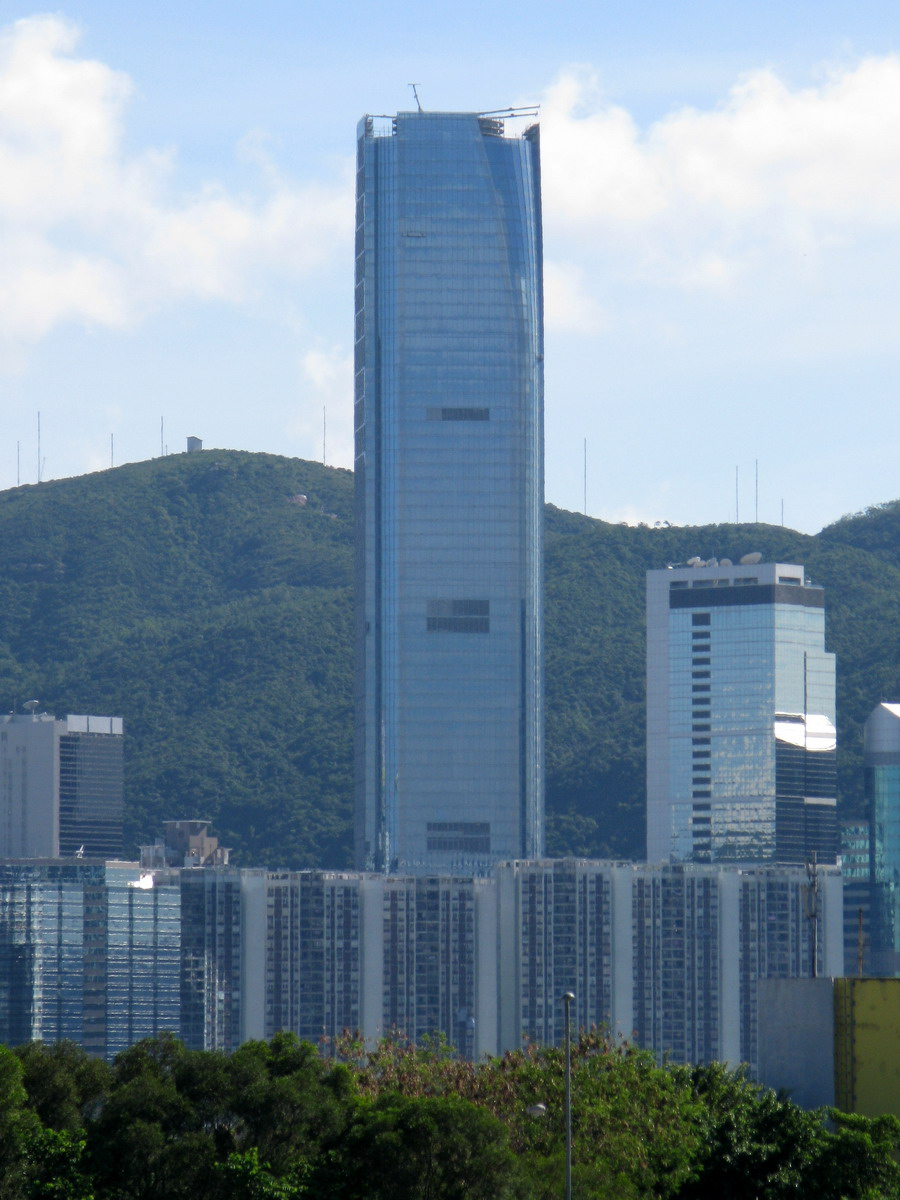
One Island East

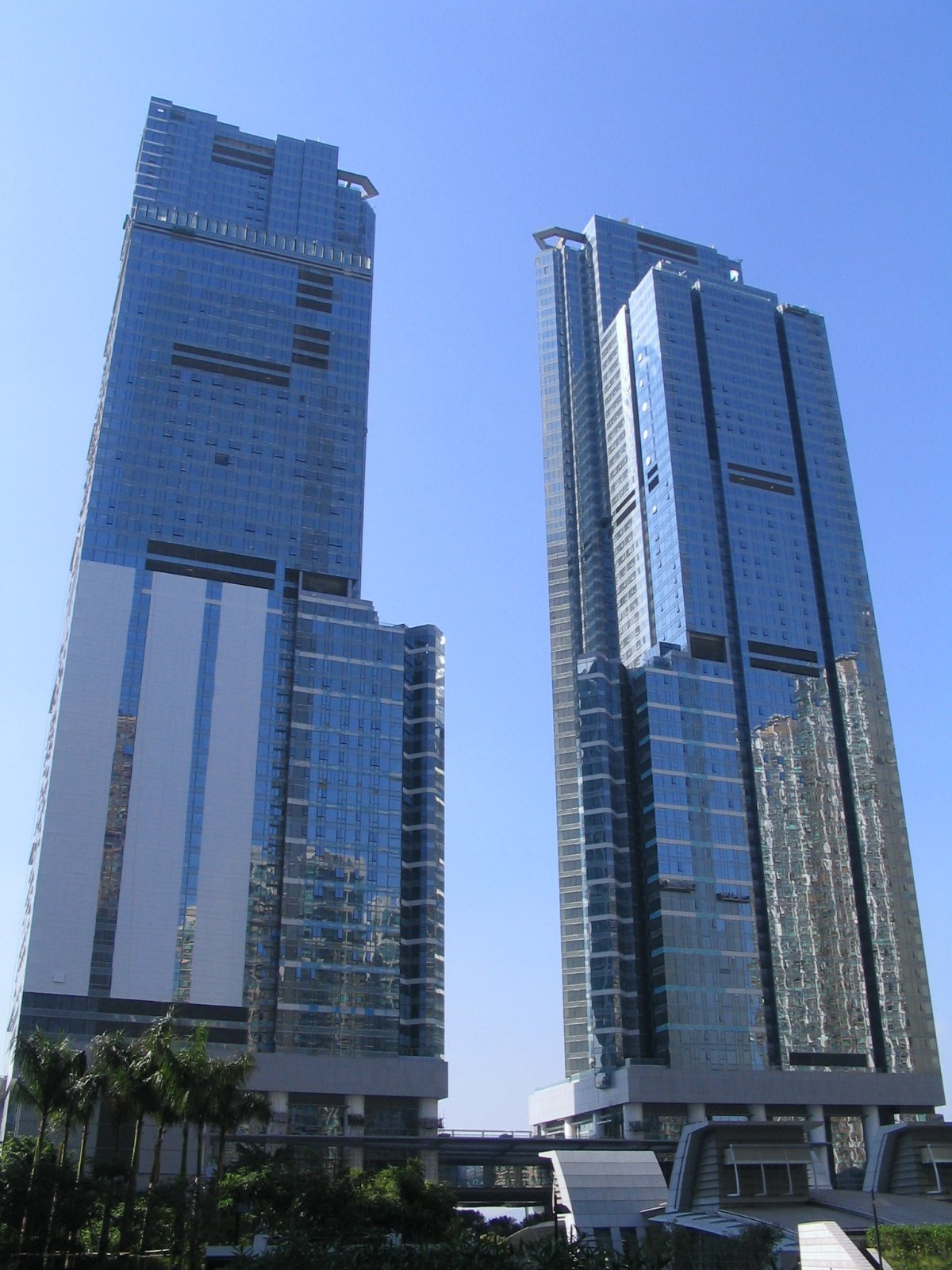
The Cullinan

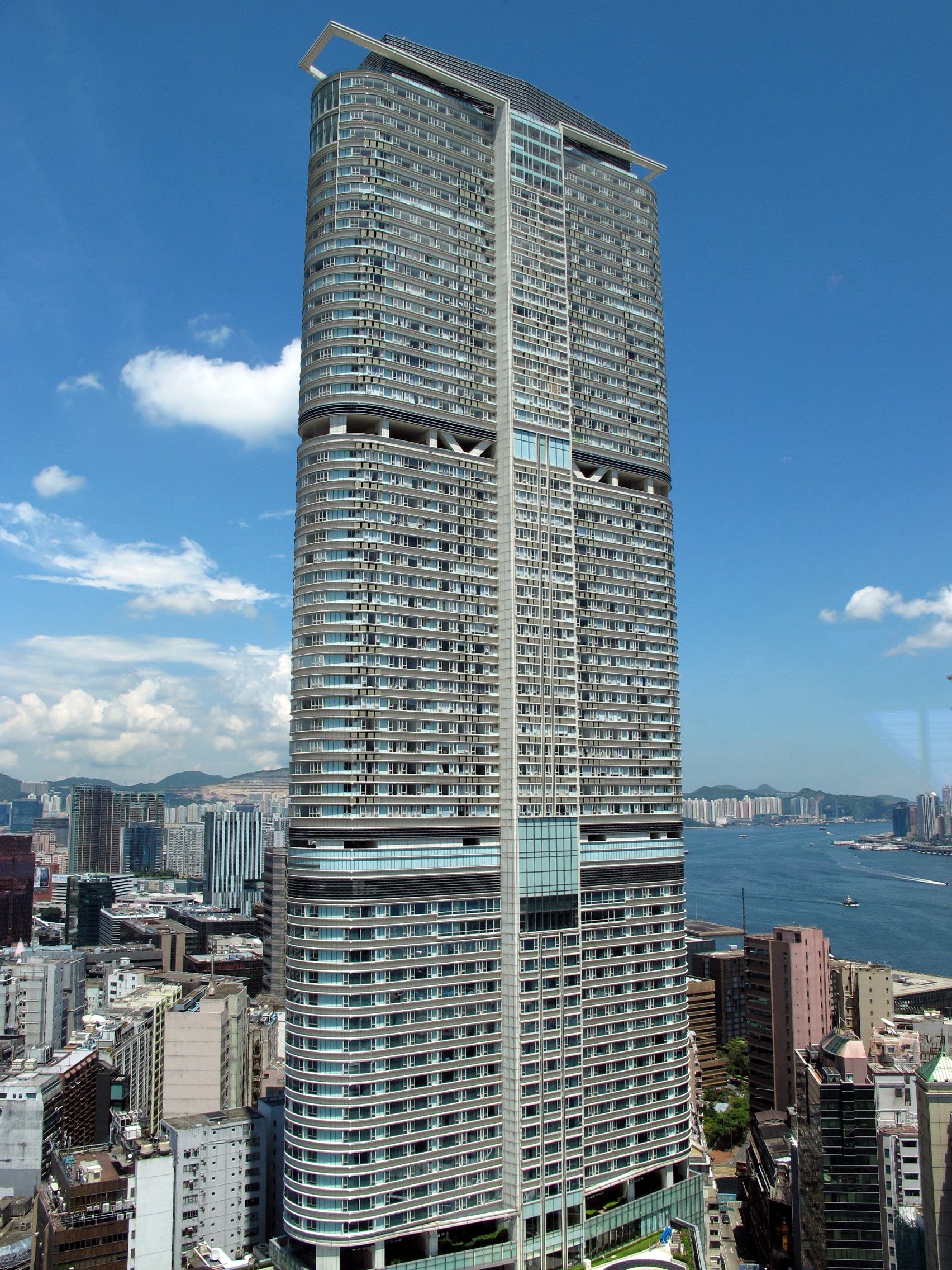
The Masterpiece

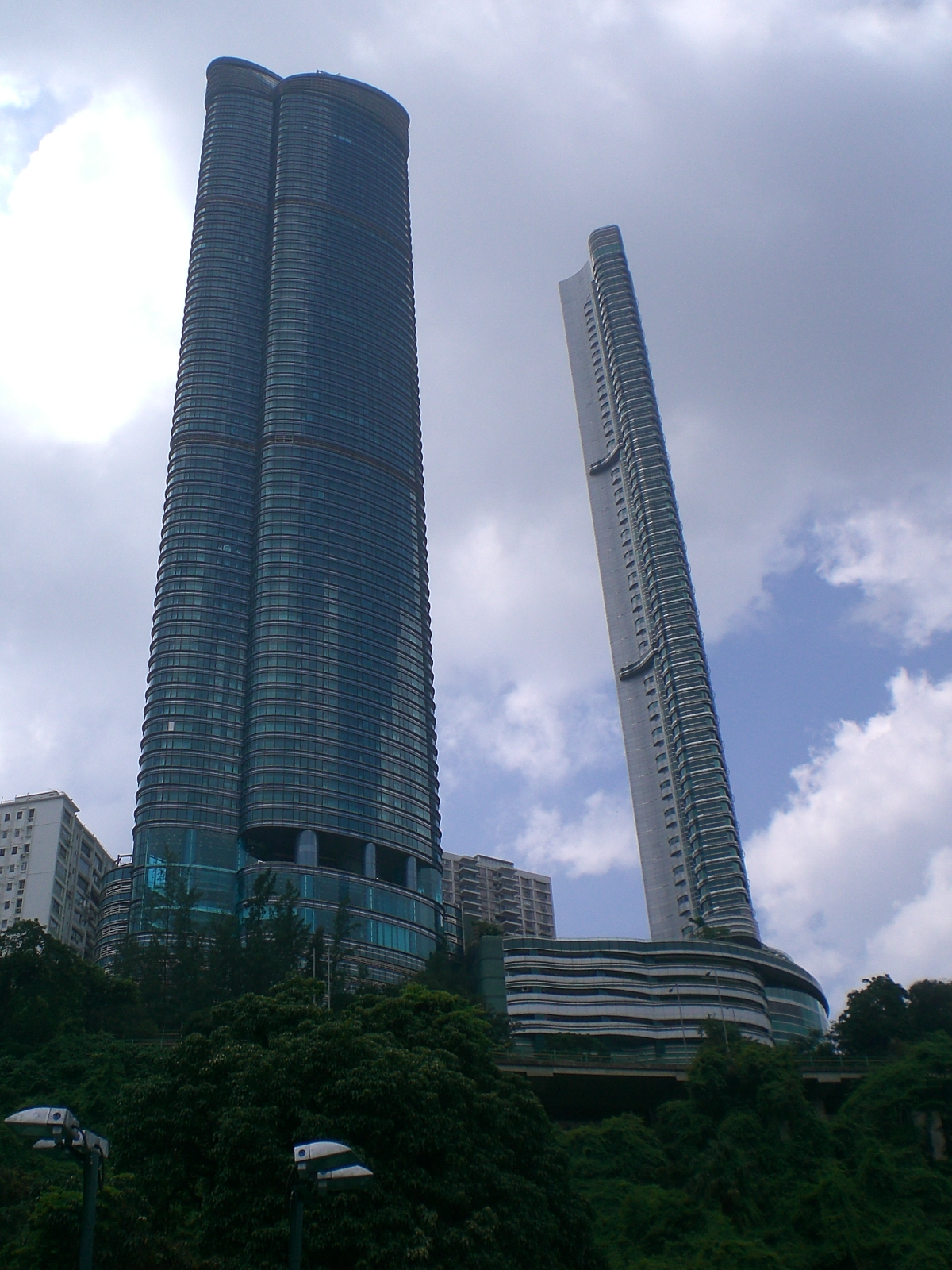
Highcliff (po lewej) i The Summit (po prawej

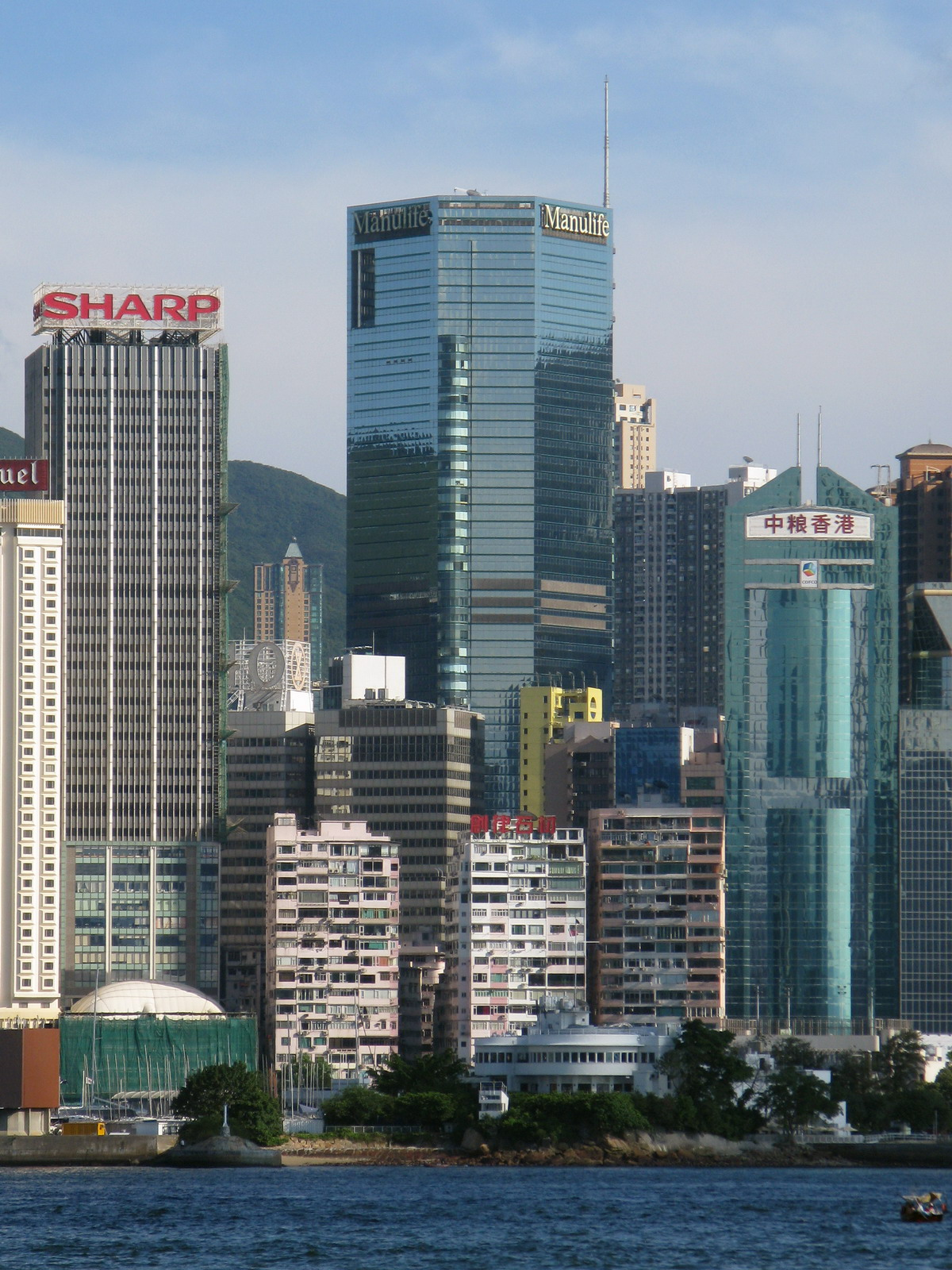
Manulife Plaza

| Pozycja | Nazwa                                 | Wysokość m | Piętra | Wykorzystanie     | Rok  | Notatki |
| ------- | ------------------------------------- | ---------- | ------ | ----------------- | ---- | --- |
| 1       | International Commerce Centre         | 484        | 118    | Hotel, Biuro      | 2010 | |
| 2       | Two International Finance Centre      | 416        | 88     | Biuro             | 2003 | 18 najwyższy budynek na świecie. Najwyższy budynek w Hongkongu w latach 2003-2010.                                 |
| 3       | Central Plaza                         | 374        | 78     | Biuro             | 1992 | Znajduje się tutaj najwyżej położony kościół na świecie. Najwyższy budynek wybudowany poza USA w latach 1992-1996. |
| 4       | Bank of China Tower                   | 367        | 70     | Biuro             | 1990 | Pierwszy budynek poza USA, którego wysokość przekroczyła 305 m (1000 ft).                                          |
| 5       | The Center                            | 346        | 73     | Biuro             | 1998 | [ 19 ] [ 20 ] |
| 6       | Nina Tower                            | 319        | 80     | Hotel, Biuro      | 2007 | [ 21 ] [ 22 ] |
| 7       | One Island East                       | 298        | 69     | Biuro             | 2008 | [ 23 ] [ 24 ] |
| 8       | Cheung Kong Center                    | 283        | 63     | Biuro             | 1999 | [ 25 ] [ 26 ] |
| 9=      | The Cullinan North Tower              | 270        | 68     | Mieszkalne        | 2008 | [ 27 ] [ 28 ] |
| 9=      | The Cullinan South Tower              | 270        | 68     | Hotel, Mieszkalne | 2008 | [ 28 ] [ 29 ] |
| 11      | The Masterpiece                       | 261        | 64     | Hotel, Mieszkalne | 2008 | Znany także jako Hanoi Road Redevelopment.                                                                         |
| 12      | Sorrento 1                            | 256        | 75     | Mieszkalne        | 2003 | Najwyższy budynek mieszkalny w mieście                                                                             |
| 13      | Langham Place Office Tower            | 255        | 59     | Biuro             | 2004 | [ 34 ] [ 35 ] |
| 14      | Highcliff                             | 252        | 72     | Mieszkalne        | 2003 | [ 36 ] [ 37 ] |
| 15      | The Harbourside                       | 251        | 73     | Mieszkalne        | 2004 | [ 38 ] [ 39 ] |
| 16      | Manulife Plaza                        | 240        | 52     | Biuro             | 1998 | [ 40 ] [ 41 ] |
| 17      | Sorrento 2                            | 236        | 66     | Mieszkalne        | 2003 | [ 33 ] [ 42 ] |
| 18=     | LOHAS Park Le Prestige Tower 6        | 233        | 76     | Mieszkalne        | 2011 | |
| 18=     | LOHAS Park Le Prestige Tower 7        | 233        | 76     | Mieszkalne        | 2011 | |
| 18=     | LOHAS Park Le Prestige Tower 8        | 233        | 76     | Mieszkalne        | 2011 | |
| 18=     | The Harbourfront Landmark             | 233        | 70     | Mieszkalne        | 2001 | [ 43 ] [ 44 ] |
| 19      | The Arch                              | 231        | 65     | Mieszkalne        | 2005 | [ 45 ] [ 46 ] |
| 20      | Cosco Tower                           | 228        | 53     | Biuro             | 1998 | [ 47 ] [ 48 ] |
| 21=     | The Belcher's Tower 5                 | 227        | 61     | Mieszkalne        | 2001 | [ 49 ] [ 50 ] |
| 21=     | The Belcher's Tower 6                 | 227        | 61     | Mieszkalne        | 2001 | [ 50 ] [ 51 ] |
| 23=     | The Belcher's Tower 1                 | 221        | 63     | Mieszkalne        | 2000 | [ 50 ] [ 52 ] |
| 23=     | The Belcher's Tower 2                 | 221        | 63     | Mieszkalne        | 2000 | [ 50 ] [ 53 ] |
| 25=     | Tregunter 3                           | 220        | 66     | Mieszkalne        | 1993 | [ 54 ] [ 55 ] |
| 25=     | The Summit                            | 220        | 65     | Mieszkalne        | 2001 | [ 56 ] [ 57 ] |
| 27      | Grand Promenade 2–5                   | 219        | 66     | Mieszkalne        | 2005 | [ 58 ] [ 59 ] |
| 28      | Sorrento 3                            | 218        | 64     | Mieszkalne        | 2003 | [ 33 ] [ 60 ] |
| 29      | Hopewell Centre                       | 216        | 64     | Biuro             | 1980 | [ 61 ] [ 62 ] |
| 30=     | LOHAS Park Le Prestige Tower 2        | 215        | 70     | Mieszkalne        | 2010 | |
| 30=     | LOHAS Park Le Prestige Tower 3        | 215        | 70     | Mieszkalne        | 2010 | |
| 30=     | LOHAS Park Le Prestige Tower 5        | 215        | 70     | Mieszkalne        | 2010 | |
| 31      | Sun Hung Kai Centre                   | 215        | 56     | Biuro             | 1981 | [ 63 ] [ 64 ] |
| 32=     | The Belcher's Tower 3                 | 214        | 61     | Mieszkalne        | 2001 | [ 50 ] [ 65 ] |
| 32=     | The Belcher's Tower 8                 | 214        | 61     | Mieszkalne        | 2001 | [ 50 ] [ 66 ] |
| 34      | Island Shangri-La                     | 213        | 57     | Hotel             | 1991 | Najwyższy hotel w mieście.                                                                                         |
| 35=     | Victoria Towers 1                     | 213        | 62     | Mieszkalne        | 2003 | [ 69 ] [ 70 ] |
| 35=     | Victoria Towers 2                     | 213        | 62     | Mieszkalne        | 2003 | [ 70 ] [ 71 ] |
| 35=     | Victoria Towers 3                     | 213        | 62     | Mieszkalne        | 2003 | [ 70 ] [ 72 ] |
| 35=     | Shining Heights                       | 213        | 55     | Mieszkalne        | 2009 | [ 73 ] |
| 39=     | Sorrento 5                            | 212        | 62     | Mieszkalne        | 2003 | [ 33 ] [ 74 ] |
| 39=     | Indi Home                             | 212        | 56     | Mieszkalne        | 2005 | [ 75 ] [ 76 ] [ 77 ]                                                                                               |
| 41=     | LOHAS Park The Capitol Oslo Tower     | 210        | 69     | Mieszkalne        | 2009 | [ 78 ] |
| 41=     | LOHAS Park The Capitol Whistler Tower | 210        | 69     | Mieszkalne        | 2009 | [ 79 ] |
| 41=     | One International Finance Centre      | 210        | 38     | Biuro             | 1998 | [ 80 ] [ 81 ] |
| 44=     | Grand Promenade 1                     | 209        | 63     | Mieszkalne        | 2005 | [ 59 ] [ 82 ] [ 83 ]                                                                                               |
| 44=     | Grand Promenade 6                     | 209        | 63     | Mieszkalne        | 2005 | [ 59 ] [ 84 ] [ 85 ]                                                                                               |
| 46      | MetroPlaza Tower 2                    | 209        | 47     | Biuro             | 1992 | [ 86 ] [ 87 ] |
| 47=     | Sorrento 6                            | 206        | 60     | Mieszkalne        | 2003 | [ 33 ] [ 88 ] |
| 47=     | LOHAS Park The Capitol Madrid Tower   | 206        | 67     | Mieszkalne        | 2009 | [ 89 ] |
| 47=     | LOHAS Park The Capitol Milan Tower    | 206        | 67     | Mieszkalne        | 2009 | [ 90 ] |
| 50=     | Citibank Plaza                        | 206        | 51     | Biuro             | 1992 | [ 91 ] [ 92 ] |
| 50=     | May House                             | 206        | 47     | Rządowe           | 2004 | [ 93 ] [ 94 ] |
| 52=     | Metro Town Tower 1                    | 205        | 62     | Mieszkalne        | 2006 | [ 95 ] [ 96 ] |
| 52=     | Metro Town Tower 2                    | 205        | 62     | Mieszkalne        | 2006 | [ 96 ] [ 97 ] [ 98 ]                                                                                               |
| 52=     | Four Seasons Hotel Hong Kong          | 205        | 55     | Hotel, Mieszkalne | 2005 | [ 99 ] [ 100 ] |
| 55=     | Island Resort Tower 6–7               | 202        | 60     | Mieszkalne        | 2001 | [ 101 ] [ 102 ] |
| 55=     | Island Resort Tower 8–9               | 202        | 60     | Mieszkalne        | 2001 | [ 102 ] [ 103 ] |
| 55=     | Island Resort Tower 3–5               | 202        | 60     | Mieszkalne        | 2001 | [ 102 ] [ 104 ] |
| 55=     | Island Resort Tower 1–2               | 202        | 60     | Mieszkalne        | 2001 | [ 102 ] [ 105 ] |
| 59      | China Online Centre                   | 201        | 52     | Biuro             | 2000 | [ 106 ] [ 107 ] |
| 60=     | LOHAS Park Le Prestige Tower 1        | 200        | 65     | Mieszkalne        | 2010 | |
| 60=     | LOHAS Park The Capitol Florence Tower | 200        | 65     | Mieszkalne        | 2009 | [ 108 ] |
| 62      | Conrad Hong Kong Hotel                | 199        | 61     | Hotel, Mieszkalne | 1991 | [ 109 ] [ 110 ] |
| 63      | Queensway Government Biuros           | 199        | 56     | Biuro             | 1985 | [ 111 ] [ 112 ] |
| 64      | Bellagio Tower 6–9                    | 198        | 60     | Mieszkalne        | 2002 | [ 113 ] |
| 65=     | Manhattan Hill 1–2                    | 198        | 51     | Mieszkalne        | 2006 | [ 114 ] [ 115 ] |
| 65=     | Manhattan Hill 3                      | 198        | 49     | Mieszkalne        | 2006 | [ 115 ] [ 116 ] |
| 65=     | Manhattan Hill 5                      | 198        | 49     | Mieszkalne        | 2006 | [ 115 ] [ 117 ] |
| 65=     | Manhattan Hill 6                      | 198        | 49     | Mieszkalne        | 2006 | [ 115 ] [ 118 ] |
| 69=     | The Merton 1                          | 197        | 59     | Mieszkalne        | 2005 | [ 119 ] [ 120 ] |
| 69=     | The Merton 2                          | 197        | 59     | Mieszkalne        | 2005 | [ 121 ] |
| 71=     | The Pacifica 1                        | 197        | 50     | Mieszkalne        | 2005 | [ 122 ] [ 123 ] |
| 71=     | The Pacifica 2–5                      | 197        | 50     | Mieszkalne        | 2005 | [ 123 ] [ 124 ] |
| 71=     | The Pacifica 6                        | 197        | 50     | Mieszkalne        | 2005 | [ 123 ] [ 125 ] |
| 71=     | The Pacifica 7                        | 197        | 50     | Mieszkalne        | 2005 | [ 123 ] [ 126 ] |
| 71=     | Cable TV Tower                        | 197        | 41     | Biuro             | 1993 | [ 127 ] [ 128 ] |
| 76      | Aigburth                              | 196        | 48     | Mieszkalne        | 1999 | [ 129 ] [ 130 ] |
| 77=     | Vision City 2                         | 195        | 52     | Mieszkalne        | 2007 | [ 131 ] [ 132 ] |
| 77=     | Vision City 3                         | 195        | 52     | Mieszkalne        | 2007 | [ 132 ] [ 133 ] |
| 79      | Times Square Natwest Tower            | 194        | 40     | Biuro             | 1993 | [ 134 ] [ 135 ] |
| 80=     | Vision City 1                         | 192        | 52     | Mieszkalne        | 2007 | [ 132 ] [ 136 ] |
| 80=     | Vision City 5                         | 192        | 52     | Mieszkalne        | 2007 | Znany także jako Vision City 4.                                                                                    |
| 82=     | Banyan Garden 2                       | 191        | 57     | Mieszkalne        | 2003 | [ 138 ] [ 139 ] |
| 82=     | Banyan Garden 6                       | 191        | 57     | Mieszkalne        | 2003 | [ 139 ] [ 140 ] |
| 82=     | Banyan Garden 7                       | 191        | 57     | Mieszkalne        | 2003 | [ 139 ] [ 141 ] |
| 85      | 39 Conduit Road                       | 191        | 42     | Mieszkalne        | 2009 | [ 142 ] |
| 86      | The Centrium                          | 189        | 41     | Biuro             | 2001 | [ 143 ] [ 144 ] |
| 87=     | Metro Town Tower 3                    | 188        | 57     | Mieszkalne        | 2006 | [ 96 ] [ 145 ] [ 146 ]                                                                                             |
| 87=     | Metro Town Tower 5                    | 188        | 57     | Mieszkalne        | 2006 | Znany także jako Metro Town - Tower 4.                                                                             |
| 87=     | One Exchange Square                   | 188        | 52     | Biuro             | 1985 | [ 149 ] |
| 87=     | Two Exchange Square                   | 188        | 52     | Biuro             | 1985 | [ 150 ] |
| 87=     | Oxford House/Time Warner              | 188        | 41     | Biuro             | 1999 | [ 151 ] |
| 92=     | Millennium City 5                     | 187        | 45     | Biuro             | 2004 | [ 152 ] [ 153 ] |
| 92=     | Landmark East Tower 2                 | 187        | 43     | Hotel, Biuro      | 2008 | [ 154 ] |
| 92=     | Landmark East Tower 1                 | 187        | 40     | Biuro             | 2008 | [ 155 ] |
| 92=     | 9 Queen's Road Central                | 187        | 39     | Biuro             | 1991 | [ 156 ] [ 157 ] |
| 96      | Entertainment Building                | 187        | 33     | Biuro             | 1993 | [ 158 ] [ 159 ] |
| 97      | Lippo Centre II                       | 186        | 48     | Biuro             | 1988 | [ 160 ] [ 161 ] |
| 98      | The Westpoint                         | 186        | 41     | Biuro             | 1999 | [ 162 ] [ 163 ] |
| 99=     | Standard Chartered Bank Building      | 185        | 42     | Biuro             | 1990 | [ 164 ] |
| 99=     | Sino Plaza                            | 185        | 38     | Biuro             | 1992 | [ 165 ] [ 166 ] |
| 99=     | Manhattan Heights                     | 185        | 55     | Mieszkalne        | 2000 | [ 167 ] [ 168 ] |
| 99=     | AIA Central                           | 185        | 40     | Biuro             | 2005 | Wcześniej znany jako AIG Tower.                                                                                    |
| 103     | Ocean Pointe                          | 184        | 54     | Mieszkalne        | 2001 | [ 171 ] [ 172 ] |
| 104     | Vision City 6                         | 183        | 50     | Mieszkalne        | 2007 | Also known as Vision City Tower 5.                                                                                 |
| 105     | Banyan Garden 5                       | 183        | 54     | Mieszkalne        | 2003 | [ 139 ] [ 174 ] |
| 106     | Three Pacific Place                   | 182        | 40     | Biuro             | 2004 | [ 175 ] [ 176 ] |
| 107     | Convention Plaza Biuro                | 181        | 50     | Biuro             | 1990 | [ 177 ] [ 178 ] |
| 108=    | Liberte 3                             | 181        | 51     | Mieszkalne        | 2003 | [ 179 ] [ 180 ] |
| 108=    | Liberte 2                             | 181        | 51     | Mieszkalne        | 2003 | [ 180 ] [ 181 ] |
| 108=    | Liberte 1                             | 181        | 51     | Mieszkalne        | 2003 | [ 180 ] [ 182 ] |
| 108=    | Immigration Tower                     | 181        | 49     | Biuro             | 1990 | [ 183 ] [ 184 ] |
| 108=    | Revenue Tower                         | 181        | 49     | Biuro             | 1990 | [ 185 ] [ 186 ] |
| 113     | AIA Tower                             | 180        | 44     | Biuro             | 1999 | [ 187 ] [ 188 ] |
| 114=    | The Merton 3                          | 180        | 51     | Mieszkalne        | 2005 | [ 120 ] |
| 114=    | Sham Wan Towers 1                     | 180        | 51     | Mieszkalne        | 2003 | [ 189 ] [ 190 ] |
| 114=    | Sham Wan Towers 2                     | 180        | 51     | Mieszkalne        | 2003 | [ 190 ] [ 191 ] |
| 114=    | Sham Wan Towers 3                     | 180        | 45     | Mieszkalne        | 2003 | [ 190 ] [ 192 ] |
| 114=    | Liberte 5                             | 180        | 52     | Mieszkalne        | 2003 | [ 180 ] [ 193 ] |
| 114=    | Liberte 6                             | 180        | 52     | Mieszkalne        | 2003 | [ 180 ] [ 194 ] |
| 120     | Banyan Garden 3                       | 180        | 53     | Mieszkalne        | 2003 | [ 139 ] [ 195 ] [ 196 ]                                                                                            |

* Budynki wciąż w czasie konstrukcji, ale konstrukcja do dachu została ukończona.
= Budynki posiadające tą samą pozycje, ponieważ mają taką samą wysokość.

## Chronologiczna lista najwyższych wieżowców w Hongkongu

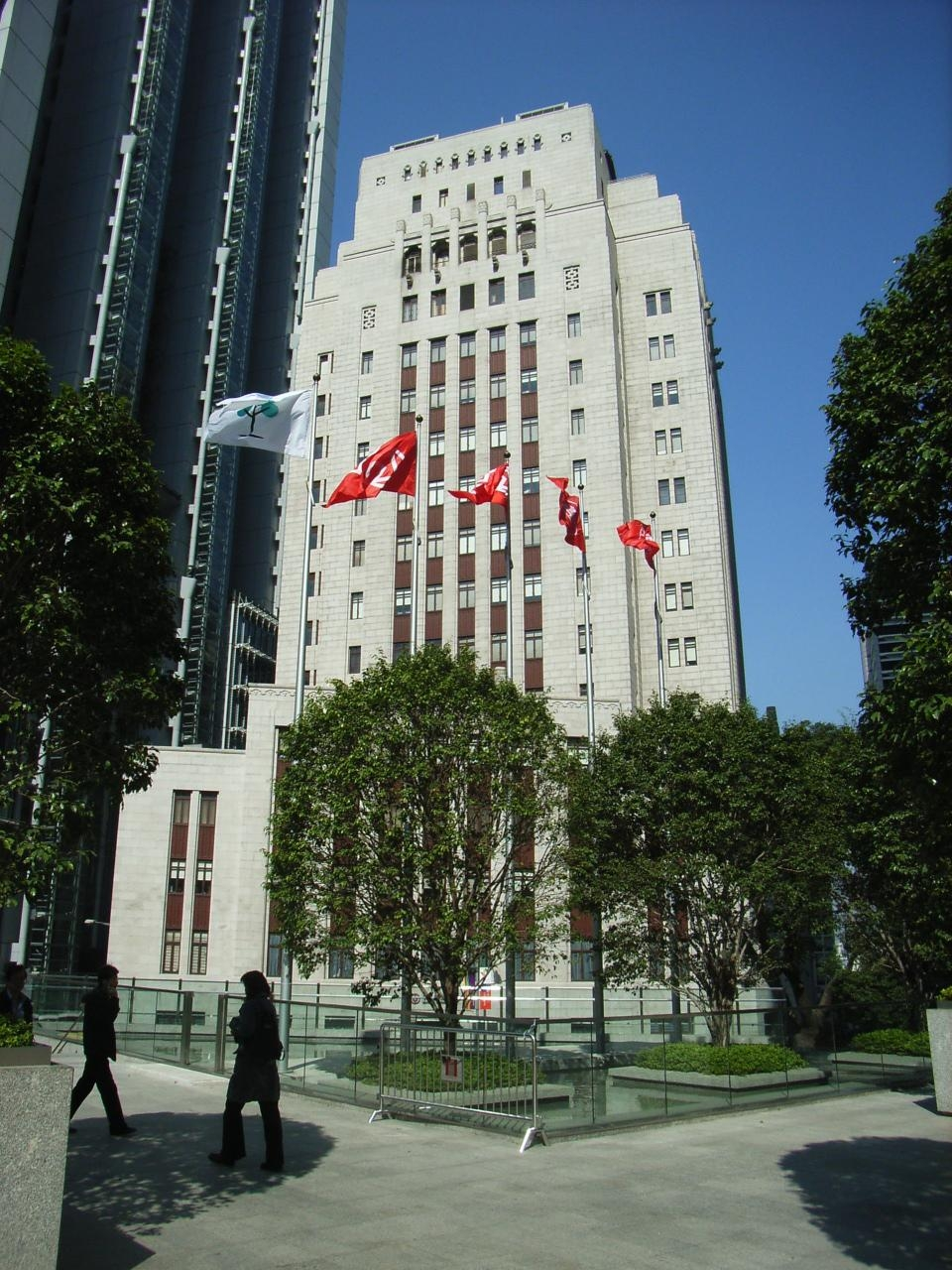
The Bank of China Building najwyższy budynek w Hongkongu w latach 1950-1966.

Lista budynków, które wcześniej posiadały tytuł najwyższych w Hongkongu.
| Nazwa                            | Adres                     | Lata         | Wysokość m | Piętra | Odniesienie     |
| -------------------------------- | ------------------------- | ------------ | ---------- | ------ | --------------- |
| Hong Kong & Shanghai Bank        | 1 Queen's Road Central    | 1935–1950    | 70         | 13     | [ 7 ]           |
| Bank of China Building           | 2A Des Voeux Road Central | 1950–1966    | 76         | 17     | [ 197 ] [ 198 ] |
| Kiu Kwan Mansion                 | 395 King's Road           | 1966–1971    | 95.12      | 28     |                 |
| Pearl City Mansion               | 22-36 Paterson Street     | 1971–1973    | 109        | 34     | [ 199 ]         |
| Connaught Centre                 | 1 Connaught Place         | 1973–1980    | 178        | 52     | [ 200 ]         |
| Hopewell Centre                  | 183 Queen's Road East     | 1980–1990    | 216        | 64     | [ 62 ]          |
| Bank of China Tower              | 1 Garden Road             | 1990–1992    | 367        | 70     | [ 17 ]          |
| Central Plaza                    | 18 Harbour Road           | 1992–2003    | 374        | 78     | [ 14 ]          |
| Two International Finance Centre | 8 Finance Street          | 2003–2010    | 415        | 88     | [ 12 ]          |
| International Commerce Centre    | 1 Austin Road Kowloon     | 2010–obecnie | 484        | 118    |                 |

1. ↑  Budynek został wybudowany jako Connaught Centre, ale później zostało zmienione na Jardine House.

## Ważne wstrzymane, anulowane realizacje i wizje
Ze względu na rosnące obawy dotyczące potencjalnych zagrożeń dla środowiska wywołanych przez bardzo wysokie drapacze chmur, zostały wprowadzone pewne zakazy i ograniczenia. Z tego powodu wiele realizacji jest zmienianych lub też anulowanych.
| Nazwa                        | Wysokość m | Piętra | Notatki | Odniesienia             |
| ---------------------------- | ---------- | ------ | --- | ----------------------- |
| Bionic Tower                 | 1,228      | 300    | Wizja. Miasto poziome dla ponad 100 000 mieszkańców. | [ 201 ] [ 202 ]         |
| Kowloon MTR Tower            | 574        | 102    | Porzucona propozycja. Oryginalny pomysł na Union Square w dzielnicy Koulun. Obecnie projekt po zmianach ukończony jako International Commerce Centre. | [ 203 ]                 |
| Original Nina Tower Proposal | 518        | 108    | Porzucona propozycja. Oryginalna propozycje dla Nina Tower, która została zrealizowana w innej propozycji. Oryginalna wizja została odrzucona przez rząd z powodu znalezienia się w nowo powstałej drodze powietrznej ustanowionej dla portu Lotniczego w Hongkongu. Oryginalna propozycja została podzielona na pół i na tej podstawie powstały dwa wieżowce - Nina Tower i Teddy Tower. | [ 204 ] [ 205 ]         |
| SAR Government Center        | 450        | -      | Porzucona propozycja. Projekt jest obecnie przeniesiony do Tamar Site jako Central Government Complex. | [ 206 ]                 |
| The Gateway III              | 405        | 96     | Odrzucona propozycja. Projekt został odrzucony z powodu zaostrzenia prawa i nie zostanie nigdy wybudowany. | [ 207 ] [ 208 ] [ 209 ] |
| Hong Kong Wanchai Tower      | 400        | -      | Anulowany | [ 201 ] [ 210 ] [ 211 ] |

1. ↑  Dwie wysokości są podawane dla Gateway Tower III: 405 m i 450 m. Oficjalna wysokość nie została jeszcze podana przed dewelopera.